# آديلايد بيريرا دا سيلفا
آديلايد بيريرا دا سيلفا هي معلمة موسيقى وملحنة برازيلية، ولدت في 1928.

## وصلات خارجية
- آديلايد بيريرا دا سيلفا على موقع ميوزك برينز (الإنجليزية)